# Bromiades brachyptera
Bromiades brachyptera is een keversoort uit de familie boktorren (Cerambycidae). De wetenschappelijke naam van de soort is voor het eerst geldig gepubliceerd in 1838 door Chevrolat.